# Sunnyland Slim
Sunnyland Slim (* 5. September 1907 in Vance, Mississippi; † 17. März 1995 in Chicago als Albert Luandrew) war ein einflussreicher US-amerikanischer Blues-Pianist und Sänger.
In den späten 1920er Jahren zog Sunnyland Slim nach Memphis, um dort als Pianist seinen Lebensunterhalt zu verdienen. In der Beale Street spielte er u. a. mit Little Brother Montgomery und Ma Rainey.
1939 ging er nach Chicago, wo er mit Sonny Boy Williamson I. auftrat. 1947 machte er Aufnahmen unter dem Namen „Doctor Clayton's Buddy“. Er nahm für J.O.B. Records auf und spielte auch auf Muddy Waters’ Platten in den späten 1940er Jahren als Begleitmusiker, so für das kurzlebige Label Tempo-Tone. Sunnyland Slim wurde bei einer Messerstecherei an der Hand verletzt, so dass einige Finger etwas von der ursprünglichen Bewegungsfähigkeit einbüßten, aber er war dennoch ein begehrter Begleitpianist. 1962 veröffentlichte er auf Prestige Records eine LP. Es folgten im Laufe der Zeit zahlreiche Aufnahmen für verschiedene Plattenfirmen.
In den 1960er Jahren spielte er mit King Curtis, ging mit Otis Rush auf Tour und reiste mit dem American Folk Blues Festival 1964 und den Chicago All Stars 1968 durch Europa. Die Allstars bestanden aus Willie Dixon am Bass, Clifton James am Schlagzeug, Walter Horton an der Bluesharp und Johnnie Shines an der Gitarre. Diese Besetzung machte 1968 für BASF Aufnahmen, die als LP im gleichen Jahr veröffentlicht wurde. Die Allstars hatten in den USA weitaus weniger Erfolg als in Europa, was kurze Zeit später zur Auflösung dieser Band führte. 1970 trat er beim Ann Arbor Blues Festival auf. Zur gleichen Zeit nahm er für BEE & Baby Records in Chicago einige Singles auf: Entweder unter seinem Namen oder denen von Homesick James (voc & Slide-Gitarre) oder von Andrew McMahon (Voc & Bass). 1972 ist er als Begleitmusiker auf einer Live-Howling Wolf-LP der Firma Chess zu hören. 1980/81 tourte Sunnyland mit dem AFBF. Selbst im hohen Alter spielte Sunnyland Slim noch bei Konzerten in Chicago und gab jungen und alten Talenten so Auftrittsmöglichkeiten.
Sunnyland Slim starb 1995 nach einigen schweren Erkrankungen an Nierenversagen. 1991 war er in die Blues Hall of Fame aufgenommen worden.